# Guatapé
Guatapé ist eine Gemeinde (municipio) im Departamento Antioquia in Kolumbien. Guatapé ist bekannt für den Fels von Guatapé sowie für das bunte historische Zentrum mit in Reliefkunst gestalteten Häusersockeln. Die Gemeinde wurde nach einem indigenen Kaziken benannt.

## Geographie
Guatapé liegt etwa 75 Kilometer von Medellín, der Hauptstadt Antioquias, entfernt, auf einer Höhe von ungefähr 1925 m ü. NN in der Subregion Oriente Antioqueño und hat eine Jahresdurchschnittstemperatur von 20 °C. Die Gemeinde hat eine Ausdehnung von 69 km², von denen 68 km² auf den ländlichen Teil der Gemeinde entfallen. An Guatapé grenzen im Norden Alejandría, im Westen El Peñol, im Süden Granada und im Osten San Rafael und San Carlos.
Neben dem urbanen Zentrum besteht die Gemeinde Guatapé aus den folgenden Gemeindeteilen:

Gemeindeteile von Guatapé

- El Roble
- La Peña
- La Piedra
- La Sonadora
- Los Naranjos
- Quebrada Arriba
- Santa Rita y Rosario

## Bevölkerung
Die Gemeinde Guatapé hat 8981 Einwohner, von denen 6096 im städtischen Teil (cabecera municipal) der Gemeinde leben (Stand: 2022).

## Geschichte
Bevor die iberischen Konquistadoren im 16. Jahrhundert das Gebiet erreichten, war dieses Gebiet von einheimischen ethnischen Gruppen bewohnt, von denen einige von einem Kaziken namens Guatape kontrolliert wurden. Ihm zu Ehren wurde die Stadt nach ihm benannt. Der Name „Guatapé“ stammt aus der Quechua-Sprache. Ein anderer Name, den die Stadt in der Vergangenheit hatte, ist „La Ceja de Guatapé“.
Die auf dem Gebiet der heutigen Gemeinde Guatapé lebenden Indigenen wurden 1714 in das Reservat San Antonio de Remolinos de El Peñol umgesiedelt. 
Guatapé wurde am 4. Oktober 1811 von dem Spanier Don Francisco Giraldo y Jimenez gegründet. Es wurde im September 1867 zur Gemeinde erklärt.
Die ursprünglich landwirtschaftlich geprägte Gemeinde wurde durch den Bau des Stausees Peñol-Guatapé in den 1970er Jahren zu einem Tourismuszentrum. Im Juni 2017 kenterte das mehrstöckige Touristen- und Freizeitschiff El Almirante mit 167 Personen an Bord. Bei dem Unglück starben neun Personen.

## Wirtschaft
Die wichtigsten Wirtschaftszweige in Guatapé sind Energiegewinnung über das Wasserkraftwerk der Talsperre San Carlos und Tourismus. Zudem gibt es Landwirtschaft, Tierhaltung, Fischerei, Handel und Textilindustrie.

## Sport
In Guatapé befindet sich die Regattastrecke Villa Náutica Embalse de Guatapé, auf der die Wettbewerbe im Kanusport und Rudern der Südamerikaspiele 2010 von Medellín stattfanden. Zudem wurden in Guatapé die Wettbewerbe im Freiwasserschwimmen, Segeln und Triathlon ausgetragen.

## Tourismus
Bedeutsam für den Tourismus sind sowohl der Fels von Guatapé, ein typischer Inselberg, als auch das historische Zentrum des Ortes, das Kopfsteinpflasterstraßen und bunt angemalte Häuser zu bieten hat. Eine Attraktion sind die in Reliefkunst gestalteten Zócalos (Häusersockel), die verschiedene Motive der Geschichte und des Alltags der Region sowie geometrische Formen darstellen. Am sehenswerten Hauptplatz findet sich die Kirche, die unserer Lieben Frau auf dem Berge Karmel gewidmet ist. Auf dem Gebiet der Gemeinde liegen zudem zwei Klöster. Über den Stausee fahren Touristen- und Freizeitschiffe.

## Infrastruktur
Guatapé ist von Medellín aus über die Autopista Medellín-Bogotá zu erreichen. Die Abzweigung Richtung Guatapé und El Peñol befindet sich hinter dem Ortskern von Marinilla. Die zwei Busunternehmen Sotra Sanvicente y Guatapé la Piedra und Sotrapeñol verbinden Guatapé mit Medellín. Auf dem Stausee werden Schiffsverbindungen angeboten.

## Galerie

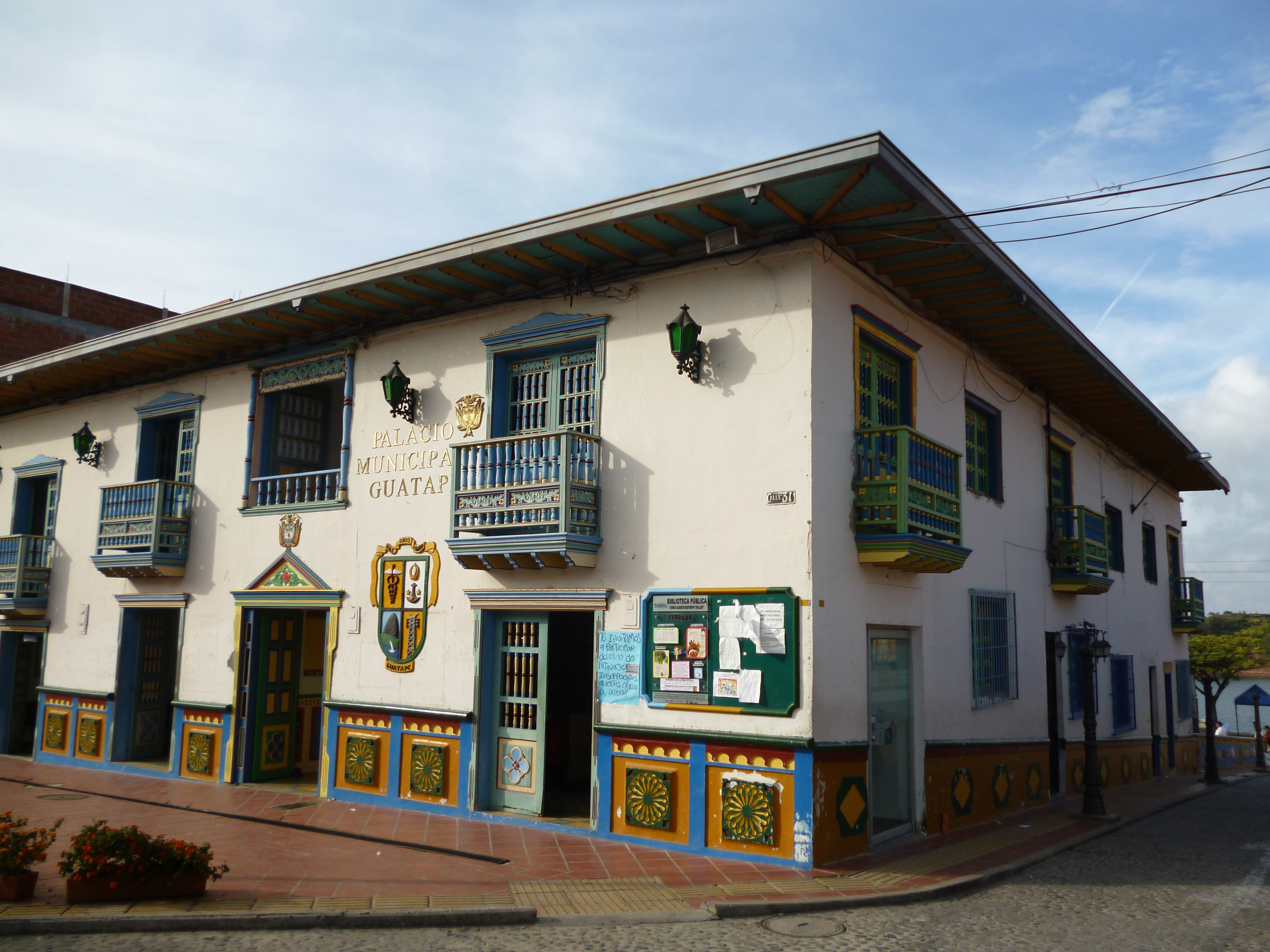
Rathaus von Guatapé
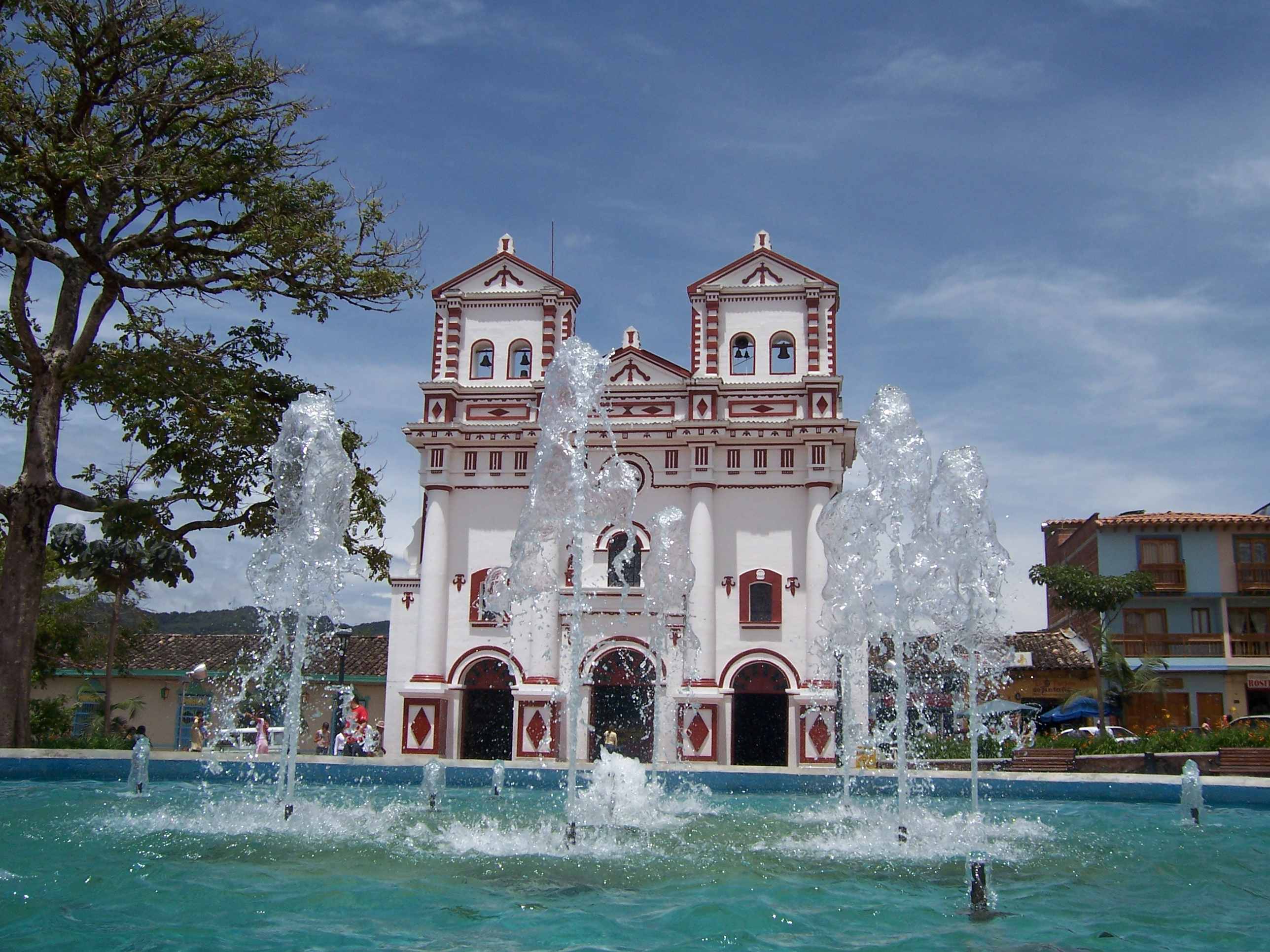
Maria-vom-Berg-Karmel-Kirche
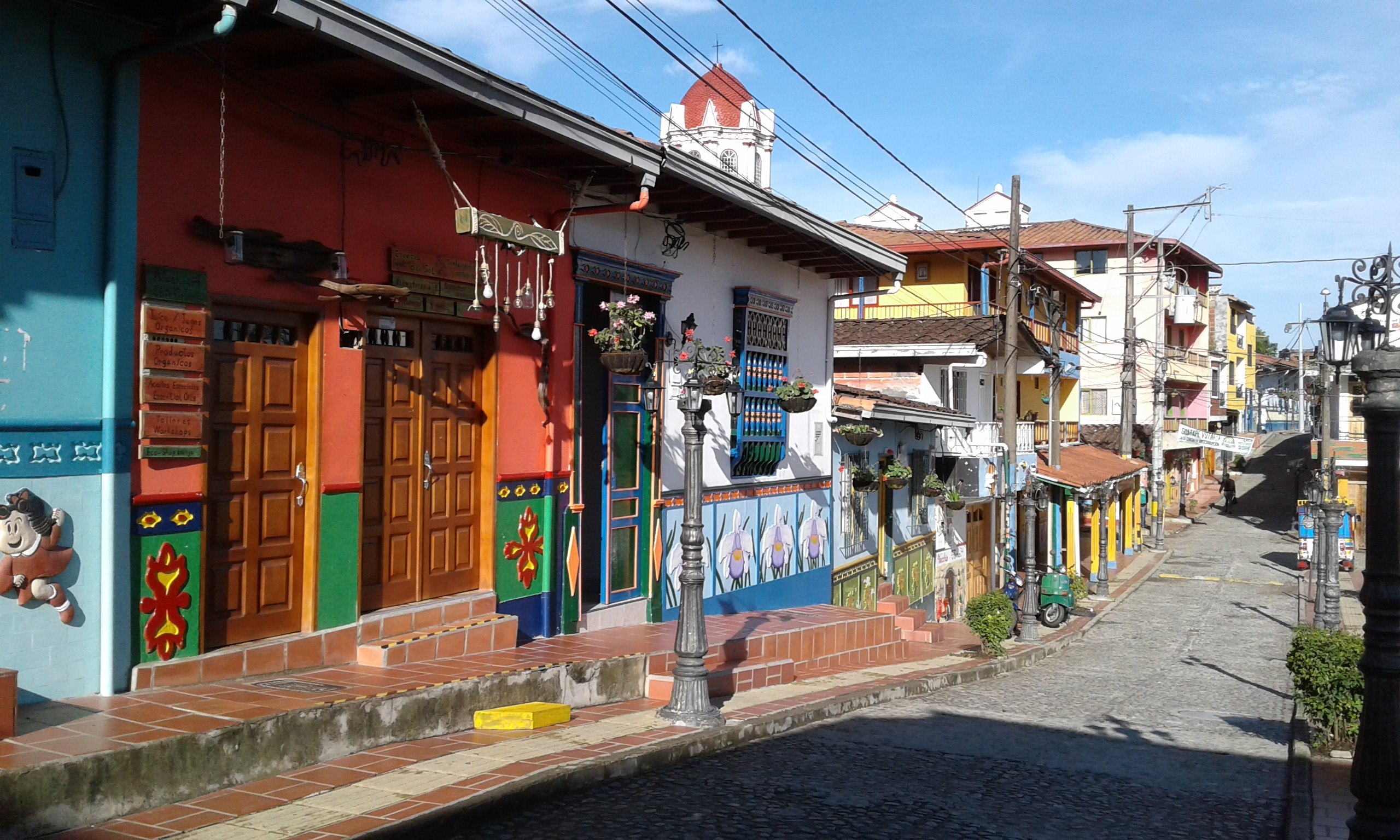
Straße in Guatapé mit typischen Zócalos